# Carolina Nordh
Carolina Nordh, född 1 februari 1986, är en svensk tidigare alpin skidåkare. Hon tävlade för Sollentuna Slalomklubb i Sollentuna kommun och ingick i svenska juniorlandslaget 2002-2006. Främsta meriter är SM-guld i alpin kombination 2005, guld i parallellslalom i Junior-VM 2006 samt SM-guld i samtliga fem alpina grenar i Ungdoms-SM 2003. Hon har även tillsammans med University of Colorado Boulder vunnit amerikanska universitetsmästerskapen (NCAA Division 1) och har tre individuella First Team NCAA All-American. 